# 江苏省人民医院
江苏省人民医院即南京医科大学第一附属医院、江苏省红十字医院，是中华人民共和国江苏省的一所医院，为三级甲等医院，位于南京市广州路300号。江苏省人民医院肇始于1936年成立的江苏省立医政学院附设诊疗所，1950年10月至1985年7月间被称为南京工人医院。

## 规模
江苏省人民医院占地面积160亩，床位2200张，年门急诊量217万人次。